# 小出亮太
小出 亮太（こいで りょうた）は、日本の映像プロダクトマネージャー、プロデューサー。

## 人物
関西大学卒業後、2007年サイバーエージェントに入社。入社後、広報宣伝として活動する。
宣伝部の立ち上げなど行い、仮想空間アバターサービスアメーバピグのTVCMなどを大型プロモーションを手掛け、会員数300万人から約1000万人へ会員増加に寄与している。
その後、2011年末の新規事業提案会議「Amebaあした会議」に呼ばれ、ピグチャンネルの事業化を任される。その時の事業提案した企画書が書籍化。。
2016年よりAbemaTVに参画。宣伝プロデューサーを経て、プロジェクトマネージャー、そしてドラマのプロデューサーとして活動している。
ABMEA「GENERATIONS高校TV」（#252：いつもと違うメンディーーがそこに！ドラマ覆面Dドッキリ潜入♡）のドラマ「覆面D」の撮影現場にメンディーに内緒で潜入するドッキリ企画で、仕掛け人として登場。GENETATIONSの佐野玲於から『「会社は学校じゃねぇんだよ」のプロデューサーで一緒だったんだけど、結構ふざけてるからやりすぎちゃう』と紹介していた。
Appleユーザーで大きめのiPodsを愛用している。

## 参加作品
- 「オオカミくんには騙されない」[5]（2018年4月、 AbemaTV）
- 「真夏のオオカミくんには騙されない」（2018年、 AbemaTV）
- 「真冬のオオカミくんには騙されない」（2019年、 AbemaTV）
- 「GENERATIONS高校TV」（2019年、 AbemaTV）
- 「全力部活！E高」（2019年、 AbemaTV）
- 「LOVE CATCHER Japan」（2023年、AbemaTV）

## オリジナルドラマ
- 「会社は学校じゃねぇんだよ」（2018年4月、 AbemaTV）
- 「星屑リベンジャーズ」（2018年7月、 AbemaTV）
- 「御曹司ボーイズ」（2019年4月、 AbemaTV）
- 「奪い愛、夏」（2019年8月、 AbemaTV）
- 「フォローされたら終わり」（2019年10月、 AbemaTV）
- 「僕だけが17歳の世界で」（2020年2月、 AbemaTV）
- 「17.3 about a sex」（2020年9月、 AbemaTV）
- 「箱庭のレミング」（2021年5月、AbemaTV）
- 「酒癖50」（2021年6月、AbemaTV）
- 「会社は学校じゃねぇんだよ 新世代逆襲編」（2021年10月、AbemaTV）
- 「覆面D」（2022年10月、AbemaTV）

## CM
- 仮想空間アバターサービス「アメーバピグ」
- Abemaソーシャルゲーム「ガールフレンド（仮）」
- Abema「アメーバモバイル」
- サムザップ「戦国炎舞」